# Nena (football)
Olavo Rodrigues Barbosa, mieux connu sous le nom de Nena, né le 11 juillet 1923 à Porto Alegre, et mort le 17 novembre 2010, est un joueur de football brésilien.